# Кобилка хрестова
Хрестова кобилка або хрестовичка мала (Dociostaurus brevicollis Ev.) — шкідлива комаха. В Україні поширена повсюдно — від Полісся до Криму. У роки з підвищеною чисельністю може пошкоджувати хлібні злаки, зокрема яре жито, а також злакові трави на пасовищах та сіножатях.

## Опис
Довжина тіла самця 12-18, самки — 16-25 міліметрів. Бурувато-жовта, в темних плямах. Вусики світлі, у самця майже вдвічі довші, у самки ледве довші за голову з передньоспинкою. Надкрила не довші за черевце, не заходять або ледве заходять за гомілки задніх ніг, брудно-жовті, з темними плямами. Крила майже безбарвні, з блакитним відтінком. Стегна передніх ніг тонкі, задні-такі самі, як і в попереднього виду. Гомілки задніх ніг у самця з чорним, у самки з сірим колінним зчленуванням, біля основи жовті, далі червоні. Ворочки довжиною 16,5-27 міліметрів, шириною у нижній частині 3-4,3 мм. Яйця гладенькі, палеві, по 5-13 у кладці, розміщені в два ряди. Верхня частина ворочка з білою пінявою масою, під якою містяться плівчасті поперечні перегородки. 

## Шкодочинність
Може пошкоджувати такі культури: баклажани, цукрові та кормові буряки, гречку, жито, кукурудзу, овес, просо, пшеницю, рис, шпинат, ячмінь, злакові трави. 